# Malla espaldera o para entutorar
La malla de espaldera es una estructura utilizada en agricultura para mejorar y desarrollar la producción vertical de algunas especies de plantas, que sin el soporte adecuado crecerían cerca del suelo.

## Origen

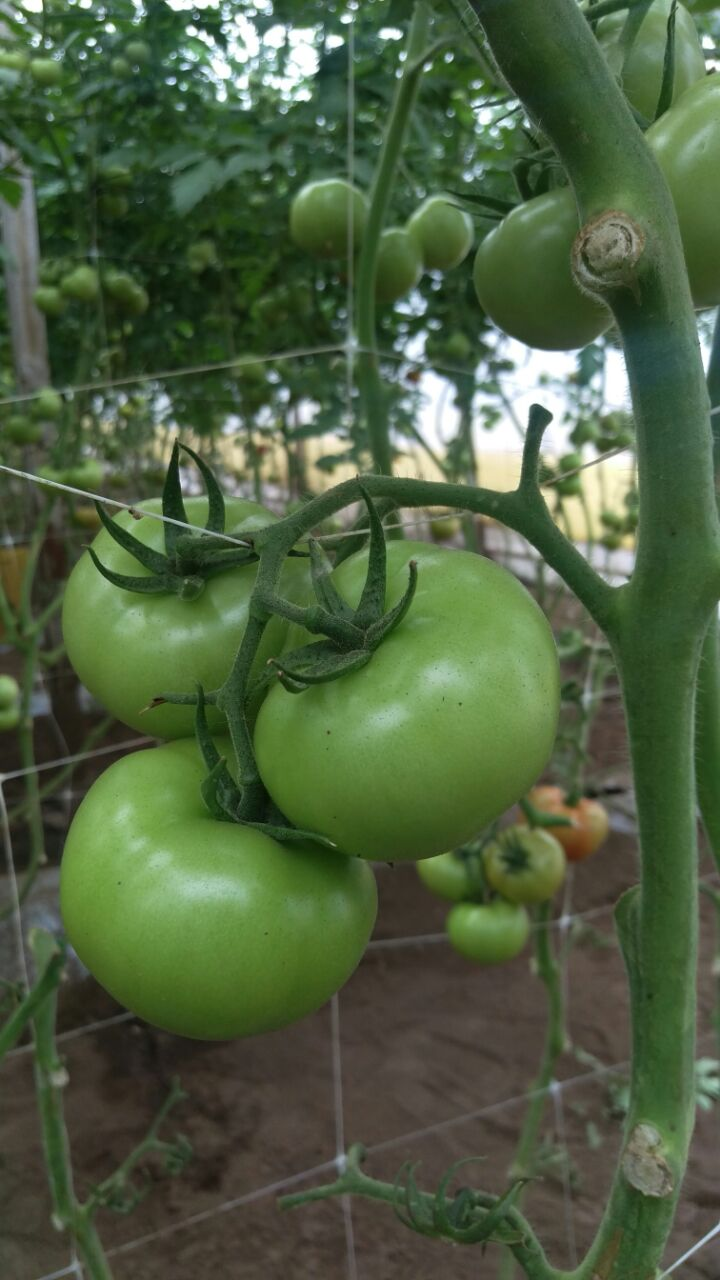
Cuando se usa la malla espaldera el pedúnculo del fruto de la planta se recarga sobre los cuadros, evitando así que el mismo peso ahorque el fruto como muchas veces pasa con el uso de rafia.

Desde los años 60s en Europa se empezó a utilizar un sistema de estrusión de polipropileno que producía un reticulado o malla rígida.  Las principales fábricas se desarrollaron en Inglaterra e Italia  ya que estos dos países fueron líderes en tecnologías metalmecánicas y de estrusión, luego, con el pasar de los años esta tecnología fue llevada a otras partes del mundo hasta el día de hoy donde es muy común encontrar quien produzca este tipo de producto base.

## Estiramiento u orientación molecular
Una vez conseguido el producto inicial estruido (en fase de extrusión del polipropileno se colora y se le agrega un estabilizador contra los rayos UV),  después se pasa a una fase de estiramiento, aquí es donde se le confiere fuerza al producto alineando las moléculas del polímero.  El producto se estira primero transversalmente en agua caliente y luego longitudinalmente en una ramouse, el resultado final es una malla con mucha resistencia tensil (entre 50 y 70 kg/ml), que pesa entre 6 y 9 gramos por metro cuadrado, y un cuadro que según las capacidades técnicas de cada productor puede llegar a medir hasta 30x30cm.

## Tamaños disponibles
Los cuadros más chicos (entre 10 y 18cm) generalmente son usados para el tutoreo horizontal de flores, especialmente claveles y crisantemos porque se prefiere un tamaño que sostenga verticalmente la flor para evitar que el tallo se incline y que pierda su valor comercial, mientras que los cuadros de malla más grandes son usados en el soporte de hortalizas, especialmente cucurbitáceas, solanáceas y legumbres.  La razón de que en la horticultura se prefiera usar un cuadro más amplio (que simule un hilado que se instala manualmente con la rafia) es para poder trabajar dos surcos al mismo tiempo desde un solo corredor, sin dañar la hortaliza o la planta al jalar frutos en el momento de la cosecha o poda del sistema foliar.

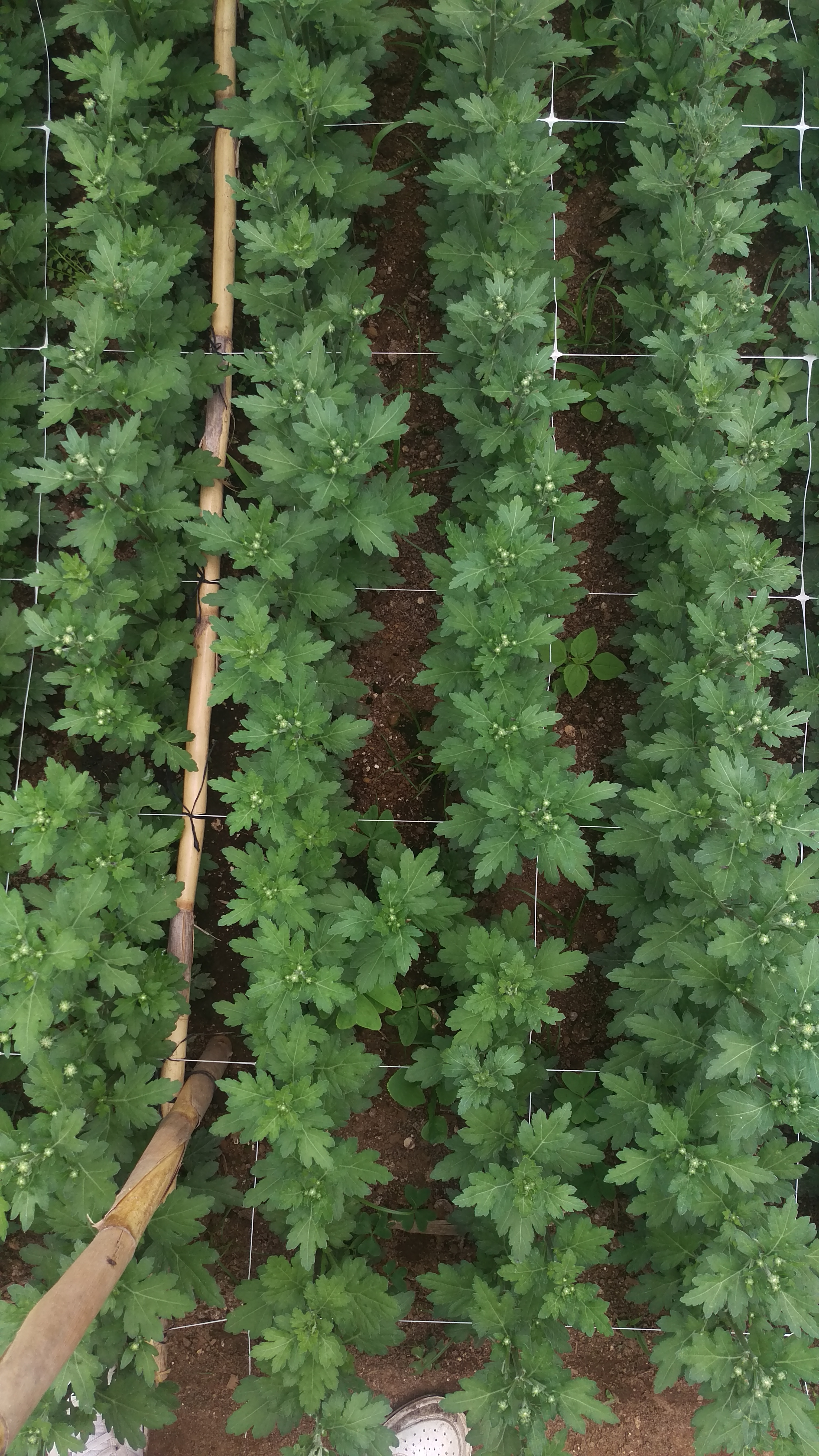
Cuando se usa la malla tutora para los cultivos de flores, se pueden instalar horizontalmente sobre las camas varias capas, o subiendo la misma malla inicial conforme la planta crezca.

## Floricultura
La malla tutora para flores se instala en varias capas sobre la cama de flores, en las cabeceras del surco se pone un sistema de palos o metales que sirve para estirar horizontalmente la malla, mientras que cada 1.5 a 2.5 metros se colocan unos soportes que mantengan las varias capas de malla en su lugar, alineando cada capa de malla para que los cuadros estén alineados y coincidan permitan que las flores puedan crecer derechos.

## Horticultura
La gran mayoría de las aplicaciones hortícolas de la malla espaldera son verticales, aunque también se usa horizontalmente.  Cuando el uso es en vertical la malla para entutorar se sujeta a una línea de postes o soportes (metal, bambú o madera) cuya distancia puede variar desde 1.5m hasta 8m (según el tipo de cultivo, tipo de suelo, condiciones climatológicas etc), donde las cabeceras de los surcos usan postes de mayor calibre y de preferencia llevan un hilo tensor superior, en el que va anclado a cada lado del surco y tensionada entre palo y palo.
Una vez instalados los postes (y en muchos casos -- donde el agricultor opte por un mayor soporte -- el hilo tensor superior) se procede a la colocación de la malla, desenrollándola de palo a palo y sujetándola al poste y al hilo tensor (usando un hilo de rafia de calibre menor).  Esta operación requiere generalmente de dos personas por hectárea y por día.  Es aconsejable instalar la malla antes del trasplante de plantura o a los pocos días de la siembra directa para no dañar la planta durante la fase de instalación de la malla espaldera.
Según la variedad del cultivo a entutorar (determinadas o indeterminadas) se usan mallas de distintas alturas (estas varían desde 50 centímetros hasta 3 metros para colocación en invernadero o casa sombra).  Para elegir el tamaño de la malla espaldera hay que tener en consideración que esta no se coloca al ras del piso, sino entre30 a 40cm arriba del surco.  Por ejemplo una malla de 1.5m de alto, permitiría una espaldera de 1.80-1.90 cm (y por ende los postes deberían de ser de 2.20 a 2.50m), este sería un ejemplo el tamaño ideal para muchas variedades de pepino en campo abierto.  El tamaño ideal del cuadro para pepinos es de 25x25cm. 

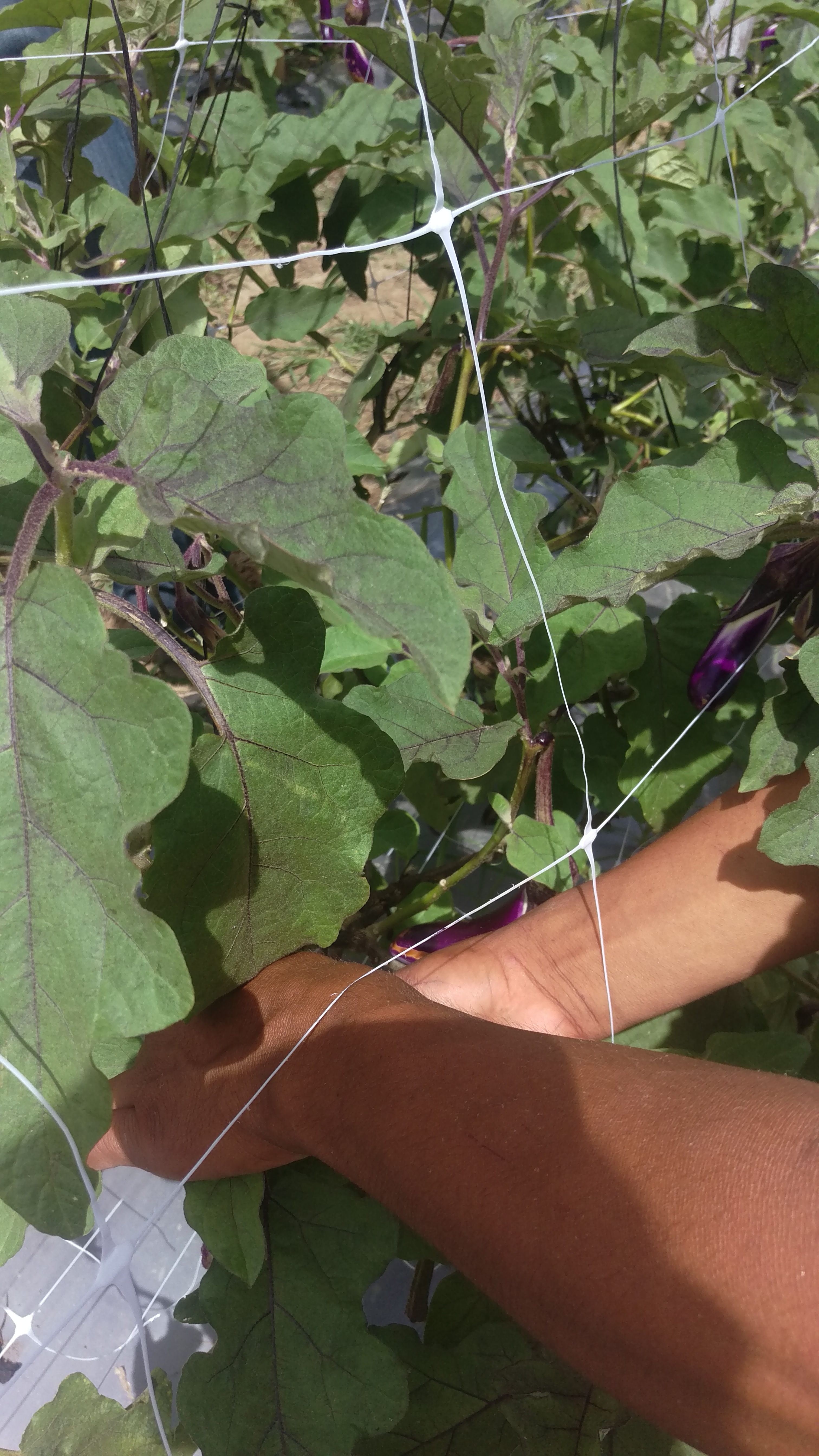
Lo fácil que es podar plantas usando malla con cuadros de 25x25

En invernadero la malla se puede sujetar a las estructura del mismo invernadero y dejarla caer hacia el surco, este tipo de instalación puede requerir de mallas hasta de 3 metros y es indicada para especies indeterminadas.
Vale la pena mencionar el uso de la malla tutora de cuadros amplios (por ejemplo los de 25x25cm) instalada horizontalmente sobre cultivos de tomates o chiles en campo abierto, usa un sistema de tutoreo similar al usado para flores.  De esta forma la planta se desarrolla entre los cuadros instalados y las ramas cargadas de frutos se recargan pasivamente sobre los cuadros eliminando por completo la necesidad de Fitosanidad.

## Fitosanidad
Los cambios climáticos están provocando grades estragos en la agricultura, lluvias fuertes y fuera de temporada hacen que los cultivos tradicionalmente "de piso" como lo eran el pepino o el melón necesiten forzosamente ahora de un soporte vertical que permita una mejor aireación y exposición solar del aparato foliar disminuyendo la incidencia de micosis provocada por la humedad atrapada entre hojas y suelo, y evitando también que el fruto esté en contacto con el suelo, ya que se mancha el fruto y disminuye su valor comercial.
Otro aspecto a considerarse cuando se decide el tipo de tutoreo para las hortalizas, es la incidencia de transmisión de virosis (tipo el mosaico del tabaco) por vía mecánica del mismo trabajador.  Por más que un agricultor quiera implementar un buen control de sanidad, cambiando de ropa, bañando los zapatos con cloro previo a entrar la zona de cultivo, sumergir las manos en leche etc, basta que un trabajador toque las plantas sanas después de haber tocado un cigarro o una sola planta enferma para que la transmisión del virus empiece su carrera exponencial como cualquier otro vector como afidos o trips.  Por esto, al contrario del sistema de tutoreo con rafia que requiere de mucha mano de obra para guiar la planta con el hilo y sujetarla manualmente, el uso de mallas espalderas disminuye drásticamente la necesidad de que un trabajador camine entre los surcos manipulando las plantas. Las cucurbitáceas naturalmente buscan su punto de apoyo más cercano, y la malla ofrece múltiples puntos de enredamiento gracias a su estructura cuadricular. También en el caso de solanáceas (especialmente tomates y pimientos o chiles) se logra una considerable reducción del manejo de la planta al instalar malla en ambos lados (o en forma de V) de la planta a lo largo del surco, creando un sistema tipo sándwich que sostiene la planta por ambos lados, permitiendo que las nuevas ramas se recarguen en cada cuadro de la malla, sin necesidad de invertir tanto esfuerzo en mano de obra en esta operación de liga o amarre de la planta.

## Técnica Hortícola

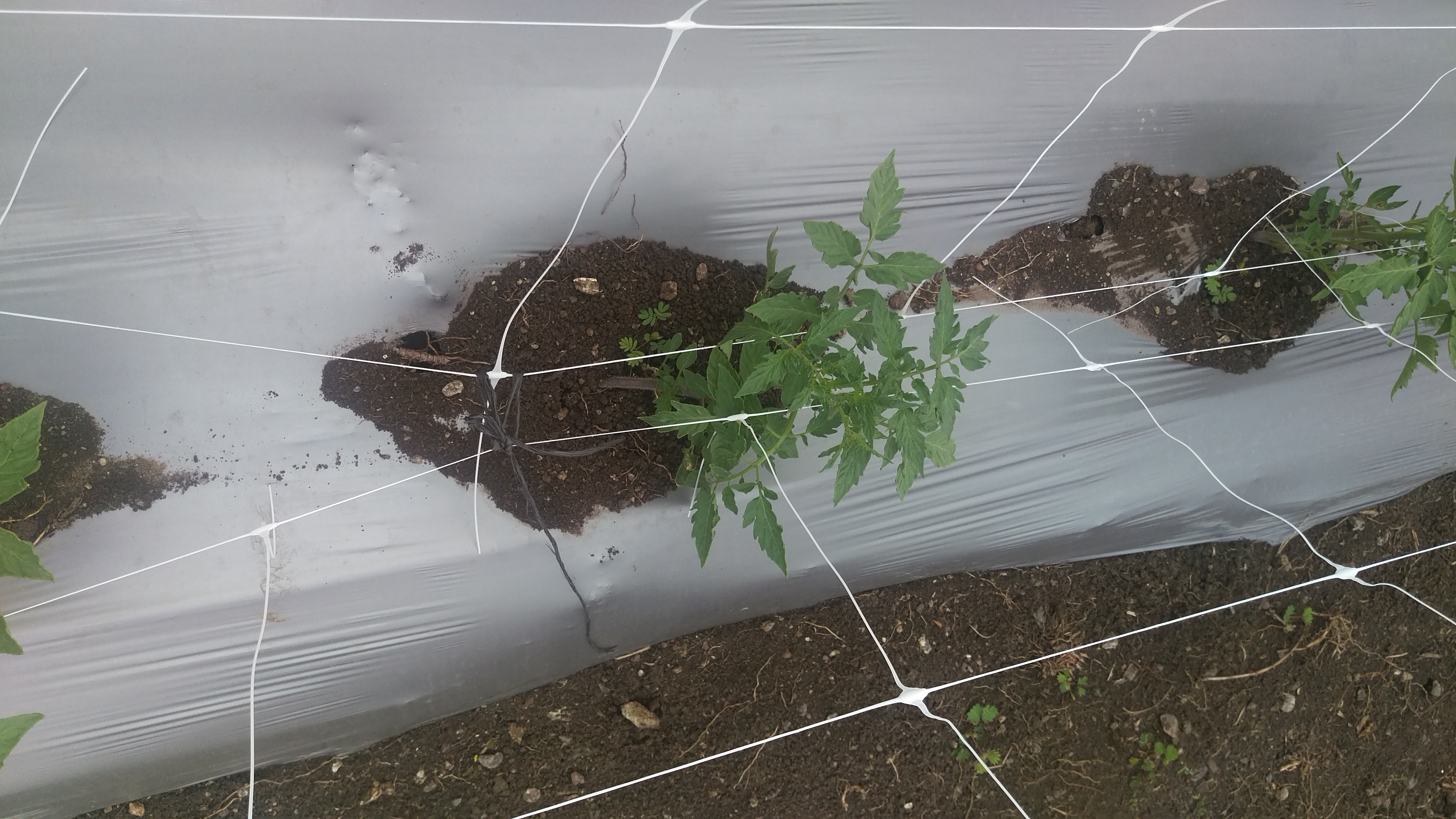
Detalle de como se amarra el pie de la planta de tomate, todavía chica, en un sistema de doble malla por ambos lados del surco. Este sistema permite la reducción de mano de obra para labores de guiado de las ramas en desarrollo.

Cada vez que la planta se manipule, se pode o se amarre al sistema de soporte vertical causa un estrés de unos cuantos días.  Durante este periodo de reacomodo y ajuste, en lugar de alimentar al 100% sus frutos, la planta envía sus nutrientes al sistema foliar para que se vuelva a exponer al sol y así recibir la máxima cantidad de luz.  Durante estas labores de poda y guía manual, se expone la planta al contagio, especialmente de virosis, debido al manipuleo de los trabajadores quienes, sin saberlo, pueden estar transmitiendo patógenos mecánicamente de planta en planta como cualquier vector como mosca blanca o trips.
En cultivos de hortalizas determinadas del tipo arbustivo, cuales la berenjena, el tomate, chile y pimiento, muchos agricultores han decidido entutorar sus surcos con dos hileras de malla, una por cada lado del surco, formando así un sistema de cultivo donde las ramas de la planta vengan soportadas solas y sin necesidad de ser guiadas manualmente. Con este sistema, el primer hilo del cuadro abajo y cerca del surco se liga suavemente (dejando unos 5-10 cm entre las dos mallas)  con el primer hilo de la malla del otro lado de la planta (esta operación se hace cuando la planta todavía mide menos de 40 cm).  Conforme la planta crezca la malla se va separando (de 30 a 60cm) para que cada rama superior reciba el apoyo necesario para un pleno desarrollo vegetativo.
El dejar que la planta se expanda a 360 grados, permite que las fumigaciones puedan penetrar hasta las hojas más internas para que el químico combata mejor el patógeno atacado, y así reducir la reincidencia de aplicaciones y aproximarse a un cultivo más sano para el consumidor.

## Técnica de Instalación de la Malla Espaldera
Existen diferentes formas y variantes de como instalar la malla espaldera,  una de las formas en cómo se podría instalar la malla espaldera es la siguiente:

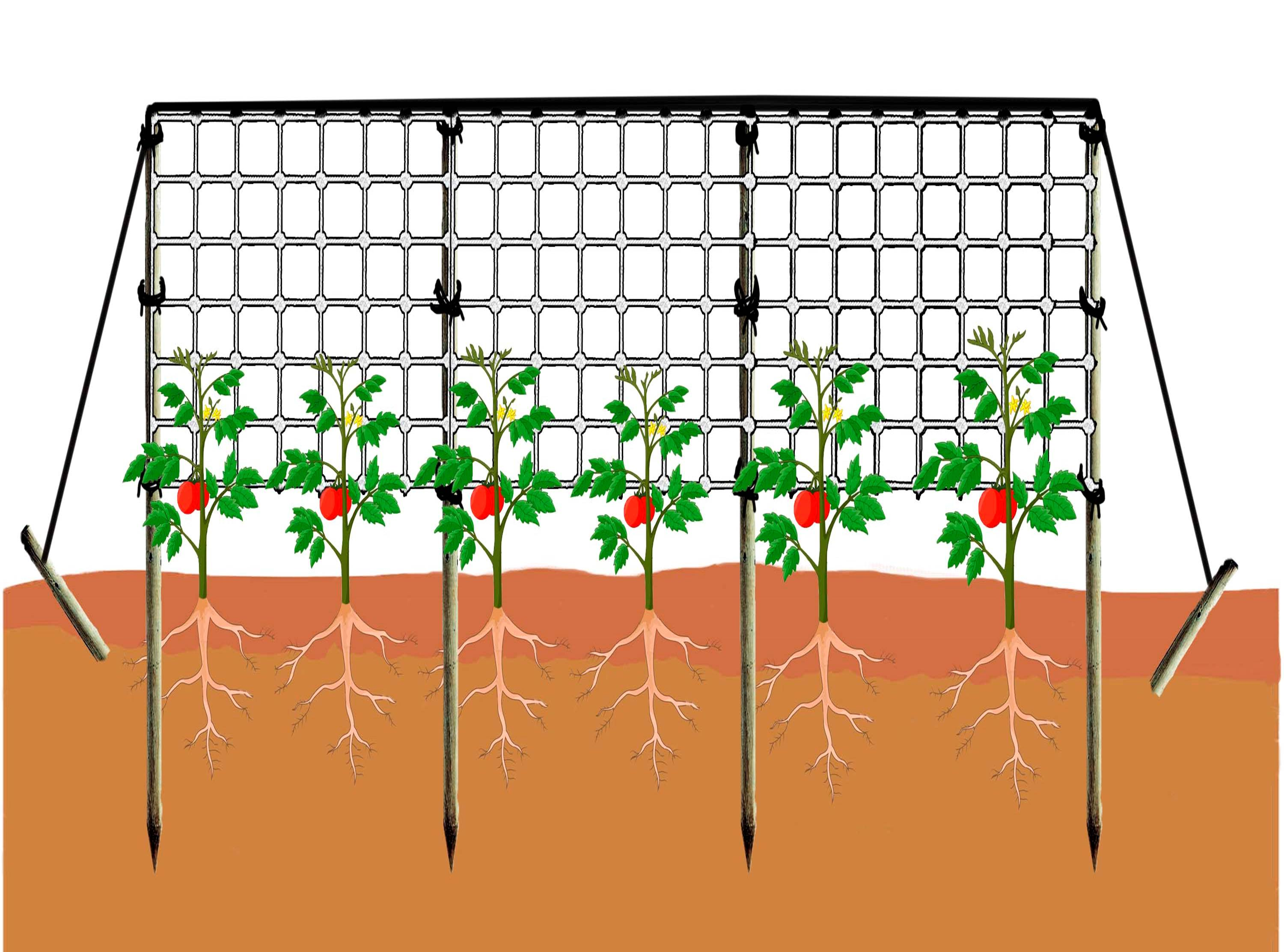
Los cables tensores superiores ayudan a mantener tensa la malla tutora

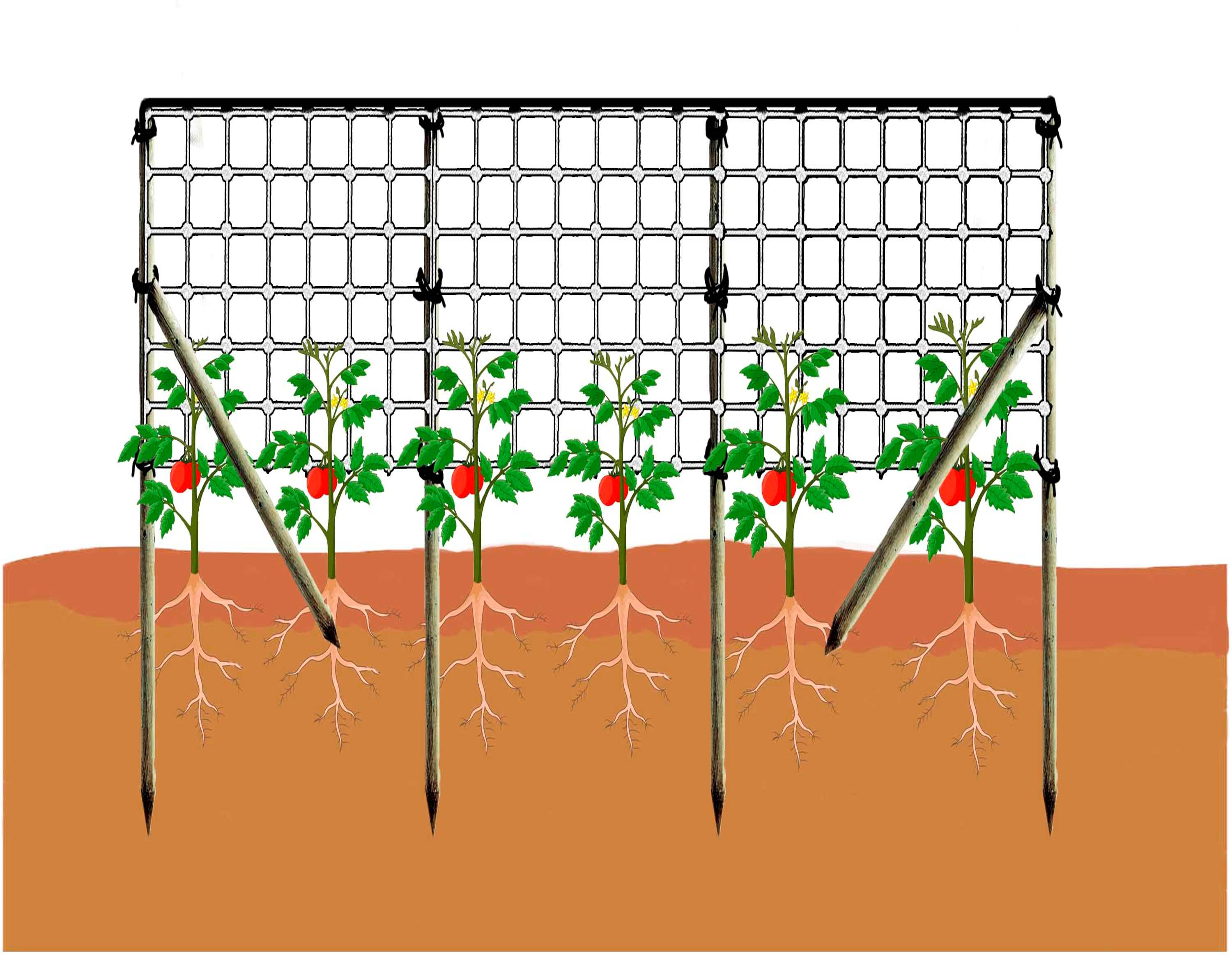
Detalle de instalación de malla espaldera con contrapostes

1. Se colocan los postes (conocidos también en algunas regiones como varas o rodrigón) a lo largo del surco, se pueden colocar desde 1.5 metros de distancia hasta los 8 metros (la distancia entre los postes dependerá del tipo de cultivo y el tipo de suelo), los postes pueden ser del material que más le convenza al agricultor (madera, bambú, metal, etc.). La profundidad a la que se entierran los postes va desde los 40 cm hasta los 60cm y dependerá en gran medida al tipo de suelo y a las condiciones del viento, lluvia. Etc.
2. Pequeñas estacas se colocan en la parte final de ambos extremos del surco, estas estacas en conjunto con un hilo tensor (se recomienda usar alambre en cultivos que requieran de un mejor soporte como: melón o sandía) servirán de ancla para mejorar la tensión de los postes y proporcionarle más firmeza a la malla.
3. La malla espaldera o malla tutora se puede colocar a ras de suelo, aunque se recomienda colocarla de 20 a 30 cm sobre el suelo (pues a esta altura la planta comienza a requerir de soporte para sus ramas), una vez colocados los postes, se va desenrollando la malla a lo largo del surco y con hilo o rafia se tensa la malla para soportar el peso del fruto (también se pueden usar cinchos de plástico u otro material que proporcione una buena sujeción) y se recomienda unir el hilo tensor con el primer hilo superior de la malla espaldera.

## Ventajas

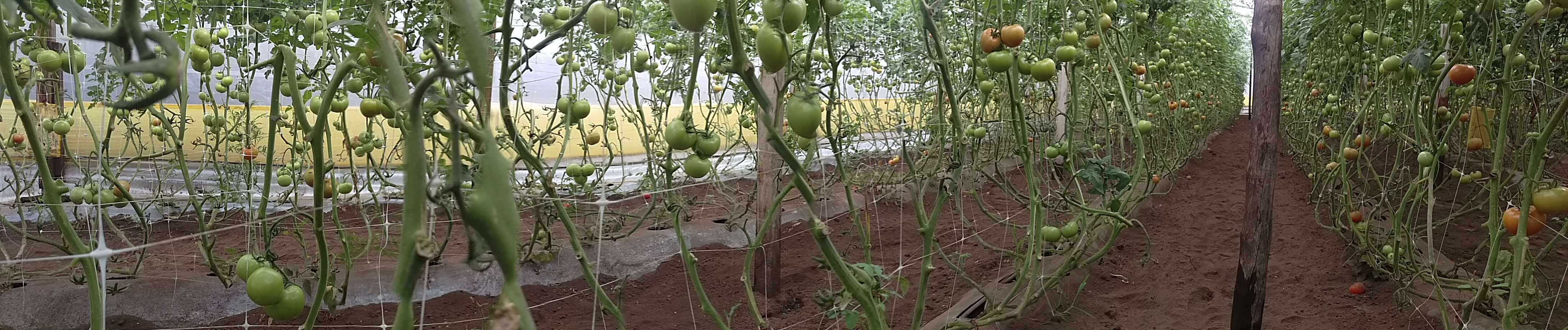
En el caso de cultivos indeterminado de algunas variedades te tomates, pimientos, pepinos o melones se usa la malla para entutorar (o espaldera), guiando la planta hacia arriba (entretejiendo los retoños entre los cuadros o usando clips para el tutoreo).

Un cultivo en espaldera permite intensificar el cultivo, aumentando la densidad de siembra ya que la planta encontrará en la malla su superficie de expansión vertical.  Al crecer hacia arriba, aparte del beneficio ya mencionado la exposición solar y aireación, se protege la planta, flores y frutos de las pisadas accidentales de los trabajadores y además se aumenta el % de polinización ya que las flores están más expuestas a los polinizadores.  Al cuidar la planta de accidentes se le permite de extender la vida útil y por ende el número de cortes y el rendimiento comercial.

## Reutilización

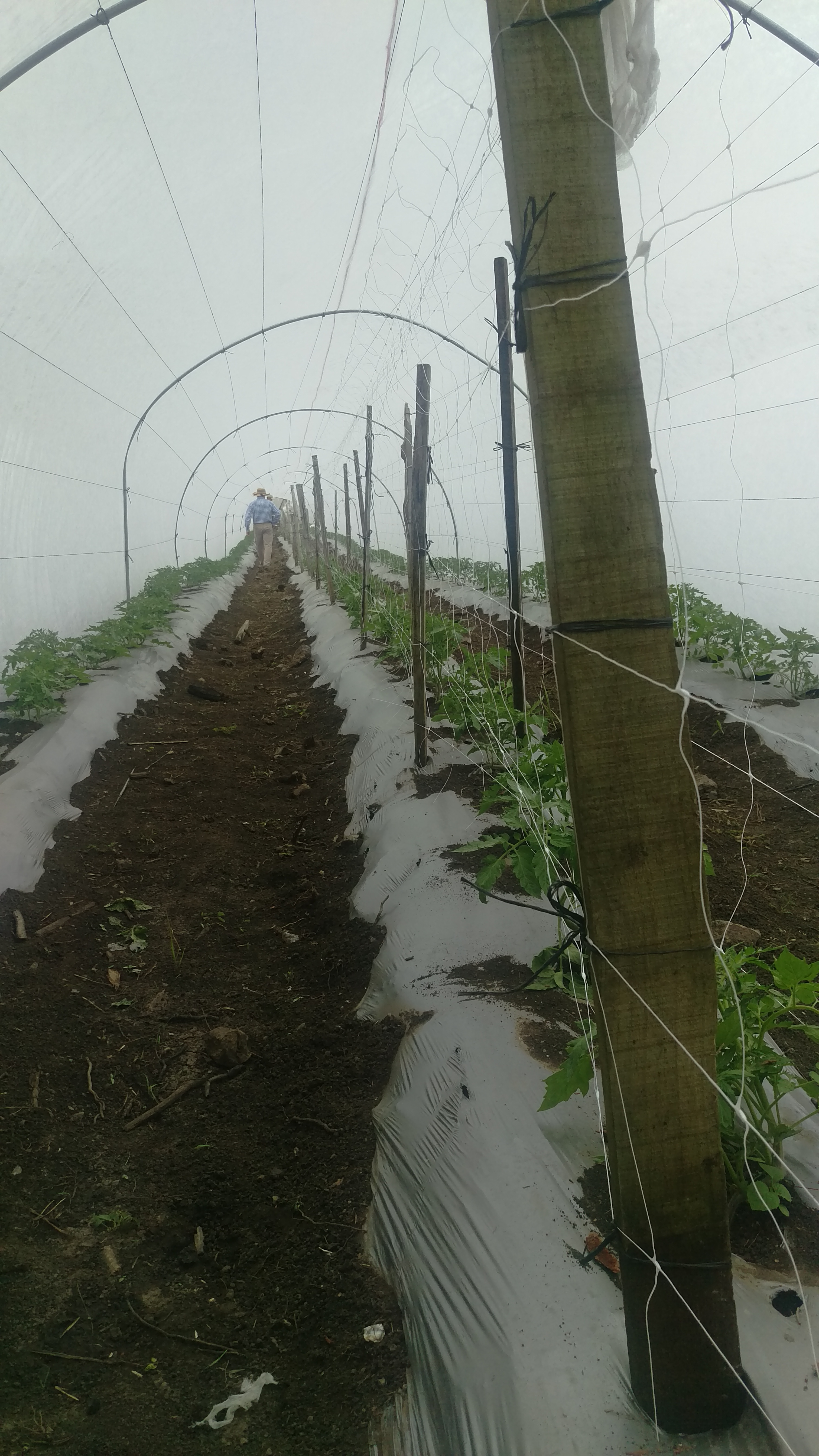
La malla tutora es aconsejable instalarla por ambos lados del surco en caso de solonáceas, como tomate, pimiento, chile o berenjena ya que sus ramas necesitan recargarse a un sistema de tutores para poder crecer plenamente.

Por lo general las mallas espalderas de polipropileno estirado son reutilizables, y duran varios ciclos de cultivo.  Lo ideal es aprovechar la inversión general en todo el sistema de cultivo del primer ciclo (acolchado, postes, tensores, cintilla de riego) y alternar cultivos de solanáceas o cucurbitáceas con un ciclo de leguminosas para reintegrar el nitrógeno al suelo. Dando por hecho que hubo un buen manejo fitosanitario en el cultivo anterior, y que no hay colonias de plagas presentes, se procede con el cortar al pie las plantas, y mientras que estas vayan secando se siembra el ciclo que sigue.  En unos días las plantas anteriores podrán ser arrancadas de la espaldera, dejando que el material vegetativo se re-incorpore al suelo, abonándolo.  Al mismo tiempo se coloca la nueva plántula o la semilla para que empiece a crecer.

## Como distinguir una buenamalla
El polipropileno pierde propiedades tensiles y físicas al ser reciclado o al estar mucho tiempo al sol.  Un material virgen y de buena calidad se notará por su brillo, mientras que un producto reciclado tiende a ser opaco o poco brillante.  Considerando que la malla debe de sostener un peso y aparte resistir los elementos naturales es aconsejable fijarse bien del tipo de producto a utilizarse como espaldera, ya que con el tiempo hasta un producto hecho con material virgen pierde su resistencia mecánica y al sol, potencialmente comprometiendo el resultado del cultivo.
Un último detalle y observación es de considerar bien el color de la malla espaldera.  El color aconsejado es blanco porque es el más visible durante las horas de poda y cosecha, y difícilmente será sujeto a cortes accidentales, contrariamente a los colores negro y verde que suelen esconderse entre el follaje de la planta.

## Variantes regionales de la denominación
Esta malla se puede conseguir en varias partes del mundo de habla hispana siendo llamado:
Malla tomatera
Malla melonera
Malla pepinera
Malla soporte de cultivos
Hortimalla
Sustituto de rafia
Malla tutora
Malla para entutorar
Red espaldera
Red para tutoreo

## Galería

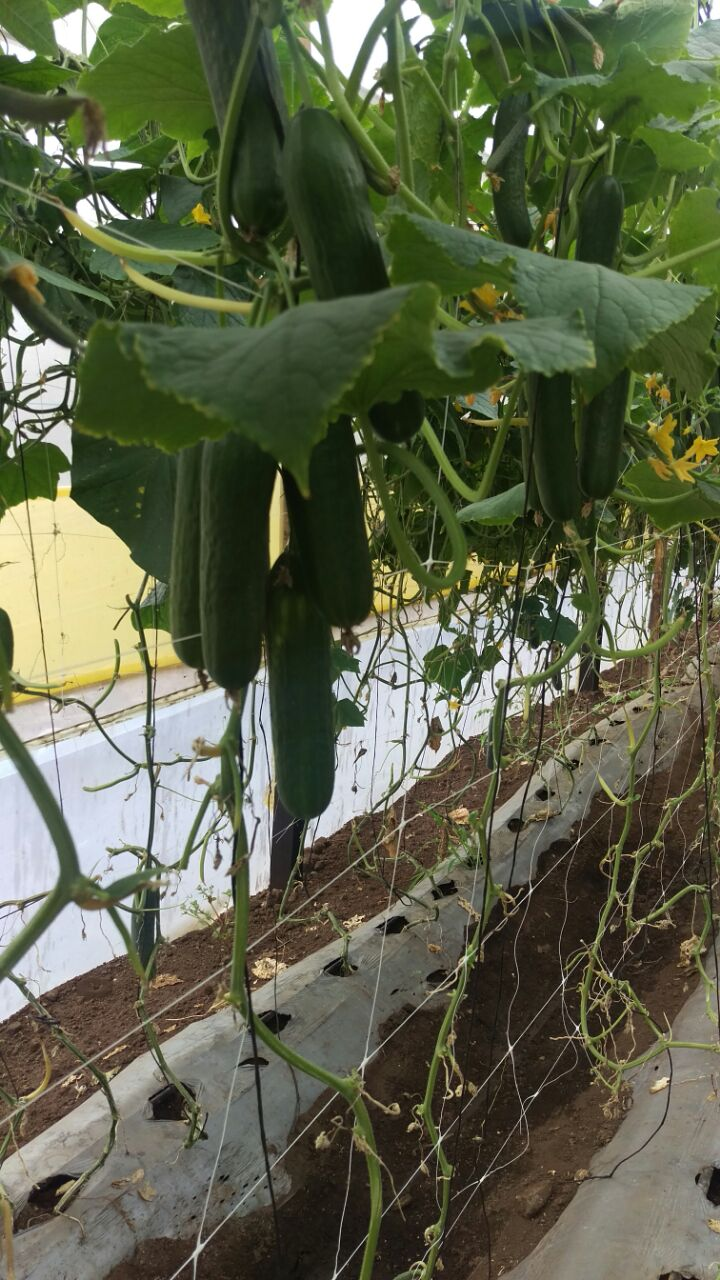
Malla espaldera en pepino.
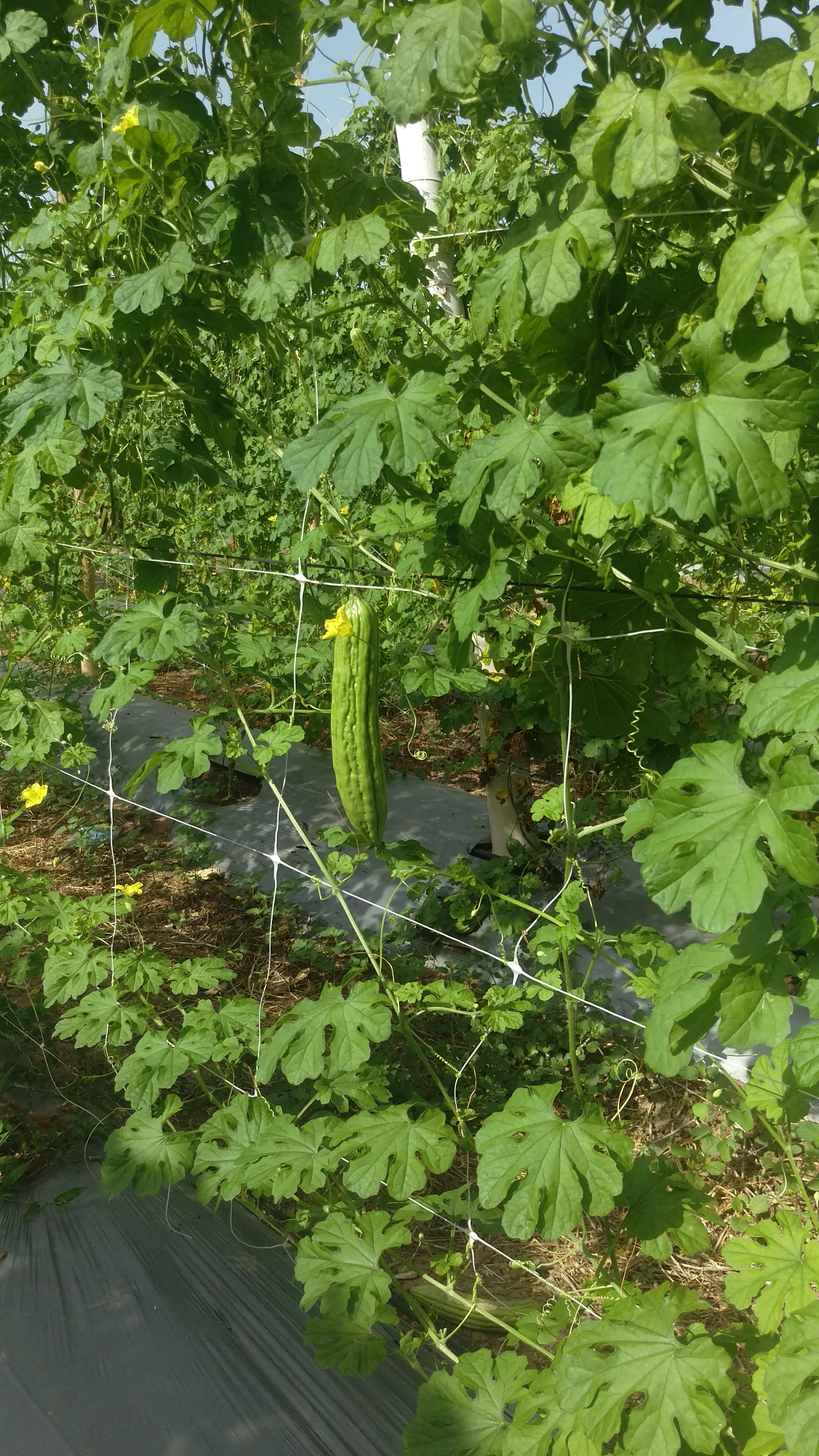
Las cucurbitaceas desarrollan plenamente cuando se usa un sistema de soporte, ya que sus guías buscan solas la forma de erigirse. Un buen sistema de soporte vertical mejora las condiciones fitosanitarias y aumenta la rentabilidad de cada cosecha.
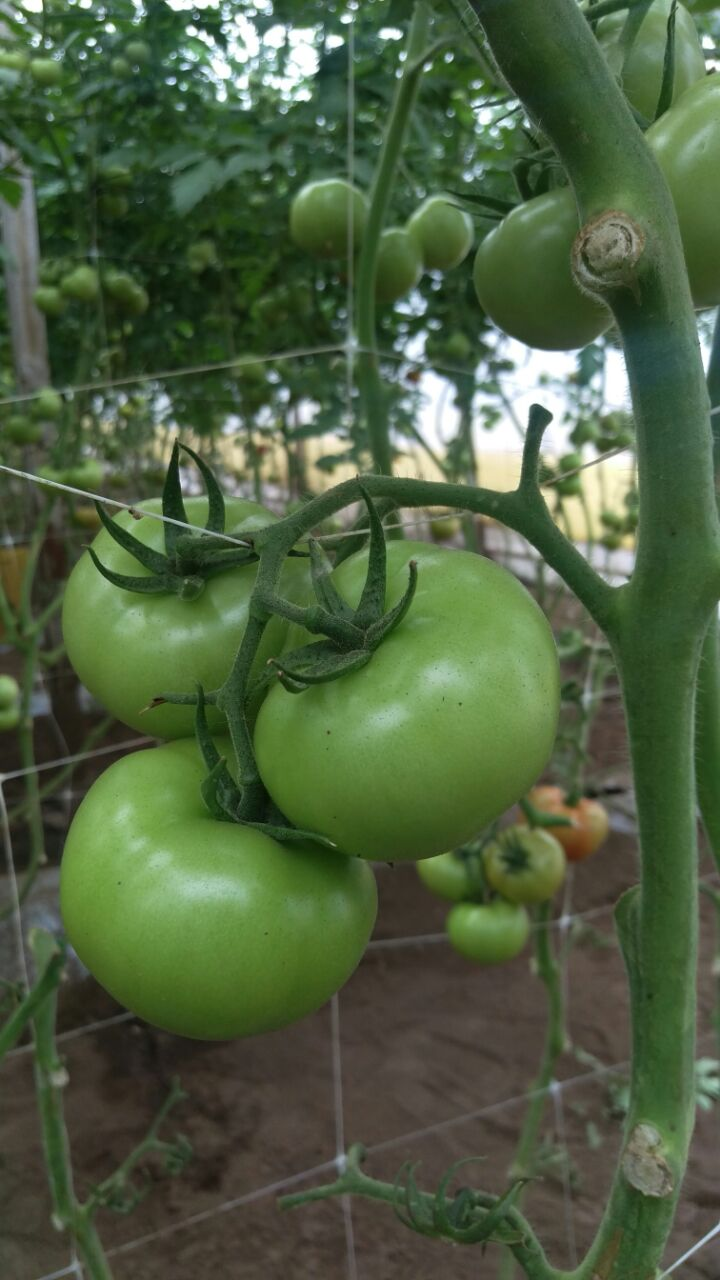
Cuando se usa la malla espaldera el pedúnculo del fruto de la planta se recarga sobre los cuadros, evitando así que el mismo peso ahorque el fruto como muchas veces pasa con el uso de rafia.
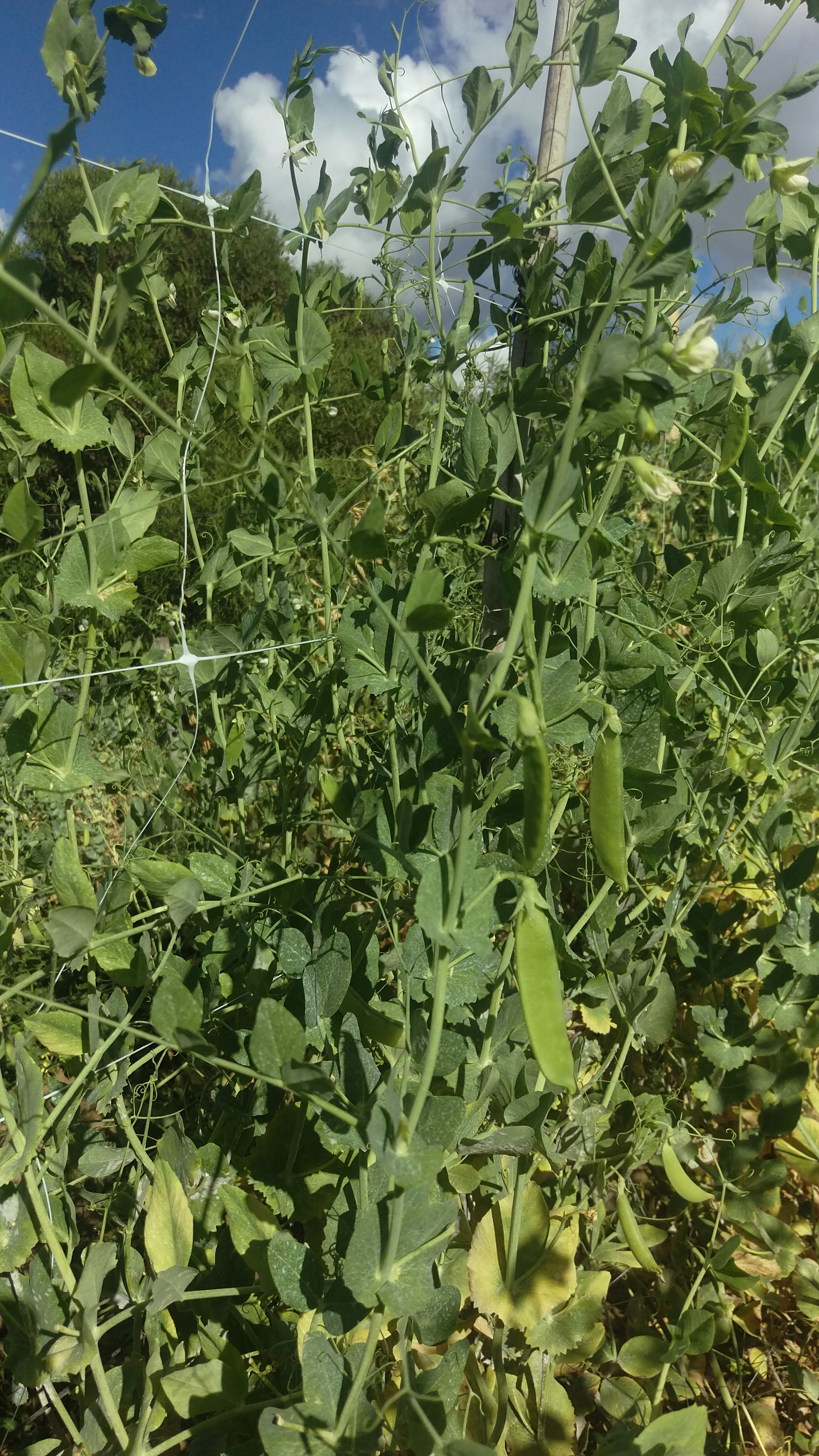
Arveja snow pea con malla para entutorar